# Alfasilabario

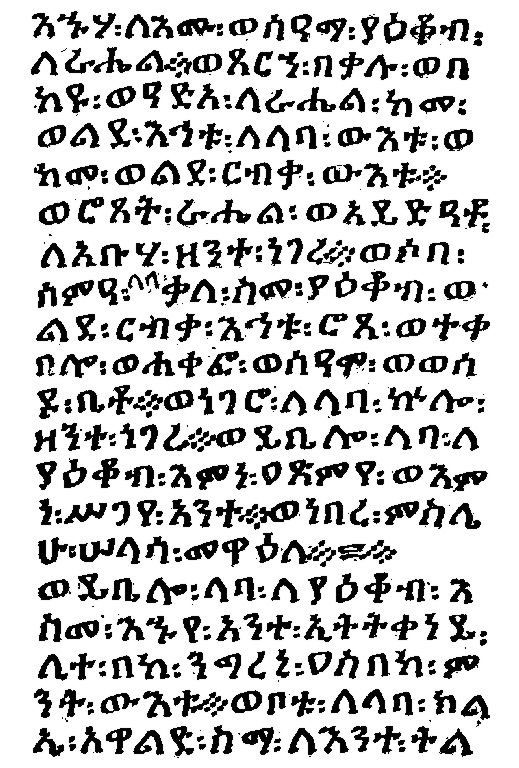
Texto escrito en escritura amhárica.

Un alfasilabario (también llamado abúgida o alfabeto silábico) es un sistema de escritura a medio camino entre alfabeto y silabario, en el que la escritura se hace agrupada en sílabas, pero estas no son signos independientes sino que están agrupadas en torno a una consonante. A diferencia de los alfabetos más convencionales (abecedario), las consonantes llevan una vocal inherente, generalmente la 'a'. Para cambiar esta combinación, se recurre a signos diacríticos que denotan cambio de vocal o ausencia de esta.
Hay tres grupos principales de escrituras alfasilabarias. El mayor grupo es el de la familia índica de alfabetos bráhmicos, que incluye casi todas las escrituras usadas en la India y del Sudeste Asiático. El otro es el del alfabeto etíope, tal como se usa en amhárico o en tigriña. Por último, el más reciente es el usado para el idioma cree y lenguas esquimales, los llamados silabarios indígenas canadienses, en el que las consonantes cambian de orientación y apuntan a las cuatro direcciones para representar las vocales.

## Denominación
El término abúgida fue acuñado por Peter T. Daniels usando un nombre popular del alfabeto etíope, basada en las cuatro primeros letras. Sin embargo, como en otras lenguas afroasiáticas, el abugida etíope originalmente funcionaba como alfabeto consonántico.

## Funcionamiento
Dado un grafema consonántico en un alfasilabario, como K, mientras que no se le aplique una modificación se leerá no como una consonante sola sino como sílaba: la consonante seguida de la vocal predeterminada del sistema (por ejemplo, /a/). Así para escribir /ka/, solo hace falta una letra: el signo K. Sin embargo, para escribir /ki/, será necesario recurrir a un signo anexo agregado al grafema  K:  K  +  i . Por otra parte, para escribir el sonido /k/ solo, (por ejemplo en un grupo de consonantes, como en español "actor", o también al final de una palabra), es necesario un tercer signo, que señala la ausencia de la vocal predeterminada (en el ejemplo de abajo está representado por un asterisco: *). Tal signo a menudo se llama "halant" (nombre sánscrito que lleva en los alfasilabarios índicos) o 'asesino', ya que "mata" o hace desaparecer la vocal que normalmente sigue a la consonante, se dice entonces que la consonante está "desvocalizada". Finalmente, para escribir /i/ sin que vaya apoyada de una consonante, hace falta un cuarto signo, el de la /i/ independiente (representado por İ en el ejemplo). En resumen, la comparación de escritura y pronunciación sería:
- K  = /ka/;
- Kİ  = /ki/;
- K *  = /k/ (entonces, para escribir /kma/, sería  K * M );
- İK  = /ika/;
- İK *  = /ik/;
- İKİ  = /iki/, etc.

Al final, acaban necesitándose cuatro signos diferentes (k, i diacrítica, el halant * y la İ independiente) donde, en un alfabeto, se necesitan tres («k», «a», «i»).
A veces la división de los caracteres no corresponde a lo esperado en alfabetos europeos. Por ejemplo, cuando una  r  precede a otras consonantes en devanagari, se escribe agrupada a las otras consonantes del grupo, en el mismo carácter, no se escribe al final de la sílaba anterior (como por ejemplo en el español "car-tón"). 

### Ejemplo en devanagari
Para ilustrar este sistema, estos son ejemplos del alfasilabario más usado, el devanagari:
- K = /ka/ =  ;
- Ki = /ki/ =
- K* = /k/ =  (con el signo de halant  subscrito)
- K*M = /kma/ =  ;
- İK = /ika/ =  ;
- İK* = /ik/ =  ;
- İKi = /iki/ =  , etc.

Estos son los rasgos característicos del alfasilabario:
- las vocales que siguen a una consonante en realidad se tratan como diacríticos, por lo tanto, su ubicación no necesariamente sigue el orden de lectura; así, Ki se escribe i+K, con , que no se confunde con İK gracias a la vocal independiente  ;
- la consonante desvocalizada K, como otras muchas, toma una forma particular cuando le sigue directamente una consonante (aquí K*M): . Decimos que tiene una forma conjunta y el halant no se observa; por otra parte, va marcada simplemente por un halant : .